# John Conington
John Conington (* 10. August 1825 in Boston, Lincolnshire; † 23. Oktober 1869 ebenda) war ein britischer Klassischer Philologe.

## Leben
Conington war der älteste Sohn des Reverend Richard Conington aus Boston, Lincolnshire. Er soll das Alphabet im Alter von vierzehn Monaten und das Lesen mit dreieinhalb Jahren gelernt haben. Nach dem Besuch der Beverley Grammar School und der Rugby School bezog er die Universität Oxford. Dort wurde er am 30. Juni 1843 am University College immatrikuliert und kurz darauf im Magdalen College aufgenommen, wo er eine demyship, ein College-spezifisches Stipendium, erhalten hatte. 1844 erlangte er die Hertford- und Ireland-Stipendien. Im März 1846 erhielt er ein Stipendium am University College und schloss im Dezember desselben Jahres sein Studium mit einem First Class degree in literae humaniores ab. Einer seiner akademischen Lehrer war der Gräzist William Linwood (1817–1878). Im Sommer 1847 reiste er zusammen mit seinen Freunden Goldwin Smith (1823–1910) und William Benjamin Philpot (1823–1889) nach Dresden und suchte Gottfried Hermann zu einem Gespräch auf.
Im Februar 1848 wurde er zu einem Fellow der Universität Oxford ernannt. Er gewann den Chancellor’s prize für lateinische Versdichtung (1847), für den Essay in englischer Sprache (1848) und für den Essay in lateinischer Sprache (1849). Wegen der geringen Aussichten auf eine akademische Karriere bewarb er sich 1849 erfolgreich um die Eldon law scholarship und ging nach London an die Lincoln’s Inn; jedoch gab er das Stipendium schon nach sechs Monaten auf und kehrte nach Oxford zurück. Während seines kurzen Aufenthalts in London hatte Conington begonnen, für das Morning Chronicle zu schreiben, und tat dies auch, nachdem er London verlassen hatte. Ein Interesse für die Universitätsreform fand seinen Ausdruck in einer Reihe von Artikeln (1849–1850).
Nach drei unsicheren Jahren wurde er 1854 zum ersten Inhaber der Professur für lateinische Sprache und Literatur ernannt, die vom Corpus Christi College eingerichtet worden war.
Von da an widmete er seine Kräfte so gut wie ausschließlich der lateinischen Literatur. Die einzige Ausnahme war die Übersetzung der letzten zwölf Bücher der Ilias in der Spenserstrophe, um das von Philip Stanhope Worsley (1835–1866) begonnene Werk abzuschließen und das dem Freund gegebene Versprechen einzulösen. 1859 war Conington vom jungen John Addington Symonds in eine Affäre verwickelt worden, in der es um homoerotische Tendenzen und die Homosexualität des Schulleiters der Harrow School, Charles John Vaughan (1816–1897), ging.

## Werk
Am Beginn von Coningtons wissenschaftlicher Laufbahn standen Editionen des Agamemnon (1848) und der Choephoren des Aischylos (1857). In einer an Thomas Gaisford gerichteten Epistola Critica von 1852 machte er Vorschläge zur Textkritik der Fragmente der drei überlieferten griechischen Tragiker. In einem Aufsatz für das Rheinische Museum für Philologie von 1861, überarbeitet in der Edinburgh Review vom April 1861 und in den Miscellaneous Writings wieder abgedruckt, zeigte er die Unechtheit der zweiten Hälfte der Fabeln des Babrios auf, deren Handschrift 1857 von Konstantinos Minas an das Britische Museum verkauft worden war. 1852 begann er zusammen mit Goldwin Smith eine vollständige Ausgabe der Werke Vergils mit Kommentar. Doch musste Goldwin Smith sich bereits früh aus beruflichen Gründen aus dem Projekt zurückziehen. Der erste Band erschien 1858, der zweite 1864 und der dritte postum 1871. Diesen letzten Band ebenso wie eine Ausgabe der Satiren des Persius brachte Henry Nettleship zum Druck. Einen modernen Nachdruck der Vergilausgabe besorgte Philip Hardie. Vielfältiges Lob erfuhr Conington auch für seine Übersetzungen der Dichtungen des Horaz, für die erwähnte Übersetzung der zweiten Hälfte der Ilias und für die Übersetzung der Aeneis Vergils in englische Versmaße.

## DerConington Prize
Seit 1871 wird alljährlich der Conington Prize für eine herausragende Dissertation an der Universität Oxford in abwechselnd einer der drei Sparten: Klassische Literatur, Textkritik und Vergleichende Sprachwissenschaft; Alte Geschichte, Religion, Kunst und Archäologie; oder Antike Philosophie und Ideengeschichte vergeben.

## Schriften (Auswahl)
Editionen
- The Agamemnon of Aeschylus; the Greek text with a translation into English verse and notes critical and explanatory by John Conington. John W. Parker, West Strand, London 1848 (archive.org).
- Epistola Critica de Quibusdam AEschyli, Sophoclis, Euripidis Fragmentis Ad Virum Admodum Reverendum Thomam Gaisford … F. MacPherson, Oxford 1852.
- The Choephoroe of Aeschylus: with notes, critical and explanatory, by John Conington. J. W. Parker and Son, London 1857 (babel.hathitrust.org).
- P. Vergili Maronis Opera. The works of Virgil, with a Commentary by John Conington, M.A. Professor of Latin, and Fellow of Corpus Christi College; Late Fellow of University College, Oxford.
  - Vol. I containing the Eclogues and the Georgics. Whittaker and Co., Ave Maria Lane, George Bell, Fleet Street, London 1858 (archive.org).
    - Second edition 1865.
    - Fourth edition, revised, with corrected orthography and additional notes and essays, by Henry Nettleship M.A., Corpus Professor of Latin in the University of Oxford. Whittaker and Co., Ave Maria Lane, George Bell, Fleet Street, London 1881 (archive.org).
    - Fifth edition, revised by Francis Haverfield, London 1898.

  - Vol. II containing the first six books of the Aeneid. Whittaker and Co., Ave Maria Lane, George Bell, Fleet Street, London 1863 (archive.org).
    - Fourth edition, revised, with corrected orthography and additional notes and essays, by Henry Nettleship M.A., Corpus Professor of Latin in the University of Oxford. Whittaker and Co., Ave Maria Lane, George Bell, Fleet Street, London 1884 (archive.org).

  - P. Vergili Maronis Opera. The works of Virgil, with a Commentary by John Conington, M.A., Late Corpus Professor of Latin in the University of Oxford, Late Fellow of University College, Oxford. And Henry Nettleship, M.A., Fellow of Lincoln College, Oxford, and Assistant Master in Harrow School. Vol. III containing the last six books of the Aeneid. Whittaker and Co., Ave Maria Lane, George Bell, Fleet Street, London 1871 (archive.org).
  - Conington’s Virgil. Edited by John Conington and Philip R. Hardie. Set of Six Volumes. Liverpool University Press, Liverpool 2009.
- P. Vergili Maronis Opera. The works of Virgil, with a Commentary by John Conington, M.A. Late Corpus Professor of Latin in the University of Oxford. Whittaker and Co., Ave Maria Lane, London 1876 (perseus.tufts.edu).
- The Satires of A. Persius Flaccus, with a translation and commentary by John Conington. To which is prefixed A Lecture on the Life and Writings of Persius, delivered at Oxford by the same author, January 1855. Edited by H. Nettleship. Clarendon Press, Oxford 1872.
  - Second edition, revised. Clarendon Press, Oxford 1874.
  - Third edition, revised. Clarendon Press, Oxford 1893 (archive.org); Nachdruck Georg Olms Verlagsbuchhandlung, Hildesheim 1967, Google Books; Nachdruck Bristol Classical Press, London 1998.

Kleine Schriften
- Miscellaneous Writings of John Conington. Edited by John Addington Symonds. With a memoir by Henry John Stephen Smith. 2 Bde., Longmans, Green, and Co., London 1872 (archive.org).

Übersetzungen
- The Odes and Carmen Saeculare of Horace. Translated into English verse by John Conington. Bell and Daldy, London 1863.
- The Iliad of Homer. Translated into English verse in the Spenserian stanza by Philip Stanhope Worsley. Volume II: Books XIII.–XXIV. Translated by John Conington. William Blackwood and Sons, Edinburgh and London 1868, (archive.org oder books.google.de). – (Der erste Band mit den Büchern I–XII wurde von Worsley allein übersetzt)
- The Satires, Epistles, and Art of poetry of Horace. Translated into English verse by John Conington, M.A. Bell & Daldy, London 1869, second edition 1871.
- The Aeneid of Virgil translated into English verse. A. C. Armstrong and Son, New York 1886 (archive.org); W. J. Widdleton, New York 1867 (reader.digitale-sammlungen.de).